# Caccodes nigricolor
Caccodes nigricolor es una especie de coleóptero de la familia Cantharidae.

## Distribución geográfica
Habita en México.